# 고양초등학교
고양초등학교는 대한민국 경기도 고양시 덕양구 고양동에 있는 공립 초등학교이다.

## 학교 연혁
- 1909년 5월 1일 사립 명륜학교로 설립
- 1911년 5월 1일 고양사립보통학교로 개편
- 1912년 4월 1일 고양공립보통학교(4년제) 승격
- 1923년 3월 1일 6년제로 개편
- 1938년 4월 1일 고양공립심상소학교 개칭
- 1941년 4월 1일 고양공립국민학교 개칭
- 1951년 10월 1일 고양국민학교로 개칭
- 1981년 3월 5일 병설유치원 개원
- 1996년 3월 1일 고양초등학교로 개칭
- 2001년 12월 15일 동편 5층 교실 증축
- 2007년 2월 4일 큰빛 체육관 준공
- 2009년 5월 1일 개교 100주년, 역사관, 예절체험실 개관
- 2014년 2월 18일 제102회 177명 졸업(누계: 11,297명)
- 2014년 3월 1일 제26대 교장 안종갑 취임
- 2014년 3월 1일 31학급 편성, 특수학급 1학급, 병설유치원 2학급 편성
- 2017년 2월 10일 제105회 123명 졸업(누계:11,719명)
- 2017년 3월 1일 제27대 교장 정재은 취임
- 2017년 3월 1일 28학급 편성,특수학급 1학급,병설유치원 2학급 편성

## 참고 자료
- 고양초등학교 - 한국교육학술정보원 학교알리미